# Depot von Beitzsch
Das Depot von Beitzsch (heute Biecz) ist ein archäologischer Depotfund aus der Frühbronzezeit, der bei Biecz (dt. Beitzsch) in der heutigen Landgemeinde Brody entdeckt wurde.
Der Hortfund wurde in einem Torfmoor entdeckt und besteht aus fünf schweren ovalen Armringen. Er wird der Aunjetitzer Kultur zugeordnet.
Ein weiterer aus der Umgebung stammender Hortfund beinhaltete eine Dolchklinge vom Oder-Elbe-Typ und 2 Ösenhalsringe. Er wird ebenfalls der Aunjetitzer Kultur zugeschrieben.